# هانگن-وایسهایم
هانگن-وایسهایم (به آلمانی: Hangen-Weisheim) یک شهر در آلمان است که در آلزی-ورمز واقع شده‌است. هانگن-وایسهایم ۵۰۵ نفر جمعیت دارد.